# Sony Ericsson W980
Sony Ericsson W980 är en musikmobil från Sony Ericsson. Mobilen har fått utmärkelsen "Best Audio Experience" från Testfactory i juli 2008.